# Adolphe Deteix
Adolphe Deteix, né Adolphe Detex, est un artiste peintre français, né le 7 juillet 1892 à Amplepuis (Rhône), commune où il est mort le 24 septembre 1967.

## Biographie

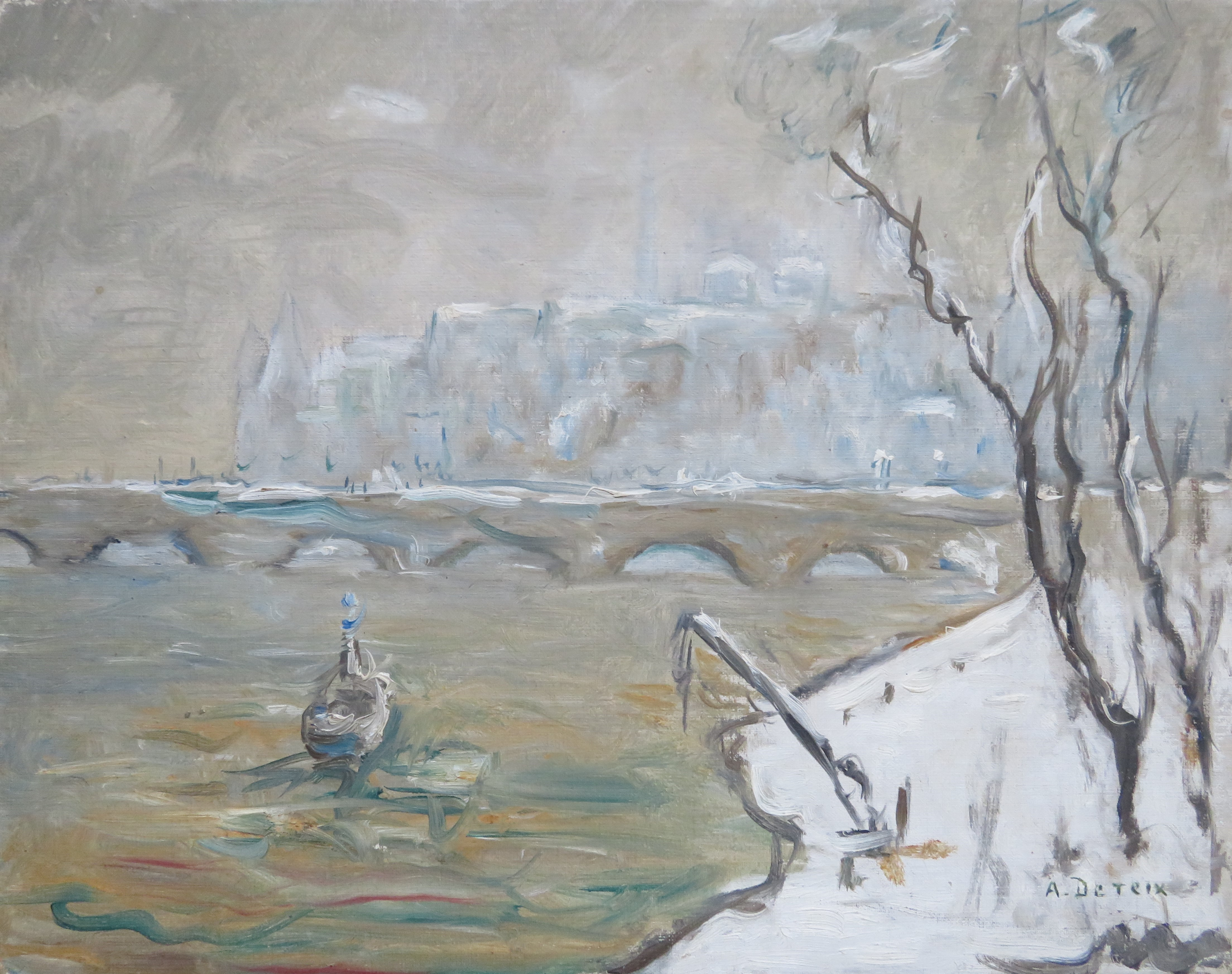
Adolphe Deteix, Le Fleuve. Huile sur carton,

Né le 7 juillet 1892 à Amplepuis, Adolphe Deteix est le fils de Marie Pontille et de Joanni Detex, maçon. Il est l'élève des peintres François Flameng et Gabriel Ferrier aux Beaux-Arts de Paris,. Alors élève aux Beaux-Arts de Paris, il fait d'ailleurs une demande de subvention en 1911 auprès du conseil général du Rhône afin de poursuivre ses études, le conseil note que le jeune Deteix n'a pas suivi ses conseils.
Lauréat de l'Institut, il fait plusieurs séjours à Florence et Rome pour perfectionner son art. Vivant à Paris l'année et en région lyonnaise l'été, il expose au Salon des artistes français, au Salon des indépendants et au Salon d'Automne à partir de 1925,. Il réalise des fresques et mosaïques pour l'église de Barcelonnette ainsi qu'au Perreux. En 1929, il présente au Salon des artistes français un Portrait. Il est également membre de la Société Saint-Jean.
Adolphe Deteix meurt en 1967 fauché par une voiture devant sa maison du Berland à Amplepuis ; il décède sur le coup. Il est enterré avec son épouse Yvonne au cimetière de Vénissieux.

### Vie privée
Il se marie le 3 novembre 1921 avec Yvonne Juveneton (1900-1963).

## Œuvre
Ses œuvres sont nombreuses. Plusieurs ornent le Sénat car l'État lui a commandé plusieurs œuvres dans les années 1950. D'autres sont au musée des beaux-arts de Lyon, ainsi que dans des mairies de Lyon, Châteauroux, Châtillon-en-Diois. Il peint notamment des fleurs sur ses peintures.

## Collections publiques
- 1924 : Les anges adorant le Seigneur, fresque, église Saint-Jean-Baptiste du Perreux[10].
- 1930 : Pivoines, huile sur toile, musée des Beaux-Arts de Lyon (FNAC)[11].
- 1937 : La mise au tombeau, huile sur toile, église Saint-Pothin d'Amplepuis[12].
- avant 1957 : Nature morte, huile sur toile, Centre national des arts plastiques[13].
- 1958 : Fleurs, huile sur toile, Institut Marcel Rivière (FNAC)[14].
- 1960 : Bouquet de fleurs, gouache sur papier, Sénat (FNAC)[15].
- 1964 : Fleurs sur un livre, huile sur toile, Centre national des arts plastiques[16].
- Meudon, lavis d'encre de Chine sur papier, musée du Domaine départemental de Sceaux[17].
- Vaucresson, lavis d'encre de Chine sur papier, musée du Domaine départemental de Sceaux[18].
- Les glaieuls rouges, huile sur toile, mairie de Nontron (FNAC)[19].
- Bouquet tricolore, huile sur toile, musée des Beaux-Arts de Lyon (FNAC)[20].
- Bouquet de fleurs, huile sur toile, musée des Beaux-Arts de Lyon (FNAC)[21].
- Fleurs, gouache sur papier, préfecture de l'Indre (FNAC)[22].
- Fleurs, gouache sur papier, mairie de Châtillon-en-Diois (FNAC)[23].
- Fresques et mosaïques, église de Barcelonnette[5].
- Deux fresques, église Saint-Germain de Vénissieux[24].
- Notre-Dame d'Amplepuis accueille deux poilus de la guerre 1914-1918, chapelle Notre-Dame-des-Grâces d'Amplepuis.

## Expositions
- 1921 : Salon de la société lyonnaise des beaux-arts, Lyon[2].
- 1923 : galerie Pouillé-Lecoultre, Lyon[2].
- 1924 : Salon de l'école française, Grand Palais.
- 1924-1939 : Salon de la société lyonnaise des beaux-arts, Lyon[2].
- 1929 : Salon des indépendants, Paris.
- 1930 : Salon des artistes français, Paris.
- 1935 : Salon d'Automne, Paris.
- 1936 : Salon des indépendants, Paris.
- 1938 : Salon des Tuileries, Paris.
- 1938 : Salon d'Enghien-les-Bains[25].
- 1940 : Salon des indépendants, Paris.
- 1941 : Galerie Simon, Lyon[26].
- 1942 : Galerie Simon, Lyon[26].
- 1946 : Salon des indépendants, Paris[27].
- 1954 : Salon des indépendants, Paris[28].

## Hommages
- Son nom est donné à un parc municipal dans sa ville natale d'Amplepuis en 1971[29]. Une impasse porte son nom dans la même ville[30].